# Козуліна Тамара Вікторівна
Тамара Вікторівна Козуліна (2 січня 1976, Первомайськ, Ворошиловоградська область, Українська РСР, СРСР) — українська триатлоністка, чемпіонка світу на довгій дистанції. Майстер спорту України міжнародного класу (2004).

## Біографічні відомості
1997 року закінчила Донецький державний інститут здоров'я, фізичного виховання і спорту. З 1999 року займалася триатлоном на професійному рівні. 
2001 року стала переможницею Кубка Європи з дуатлону (різновид триатлону, котрий включає біг і велоперегони). Турнір проходив в австрійському містечку Блуменау. 
Чемпіонка світу на довгій дистанції 2004 року (Сетер, Швеція). 
Третя призерка чемпіонату світу з дуатлону на довгій дистанції (м. Зофінген, Швейцарія, 2005), Кубка світу з тріатлону на дистанції «Half Ironman 70.3» (Огаста, США, 2012). 
Володарка Кубка Європи 1998 з дуатлону (Глогув, Польща). 
Дворазова віце-чемпіонка міжнародного турніру «Ford Ironman Florida» (США, 2008, 2009).
У квітні 2009 року одружилася з Віктором Зємцевим, у липні наступного року народився син і вона зробила перерву в спортивній кар'єрі. 
У квітні 2009 року вона виграла велику дистанцію на «Strongman All Japan Triathlon», а в 2010 році захистила титул. 
У вересні 2014 року вона зайняла друге місце в «Ironman Wisconsin». 
Перша тріатлоністка України, яка виступає на дистанції «Ironman». Учасниця найпрестижнішого турніру світового триатлону на Гавайських островах — чемпіонату світу «Ironman» — 13-те місце 2005 року. 
Багаторазова чемпіонка і призерка першостей та Кубків України. Член національної збірної (1998—2006). Виступала за команди Збройних Сил України і спортивного товариства «Україна» (Львів). У 2005—2012 роках захищала кольори команди «Таймекс» (США,). Тренери — А. Шевчук, В. Редько, Георгій Драгулян. 
З 2015 року займається тренерською діяльністю.

## Статистика

### Коротка і середня дистанції
| Дата            | Місце | Назва турніру                                       | Місце проведення | Час      | Примітки |
| --------------- | ----- | --------------------------------------------------- | ---------------- | -------- | -------- |
| 28 вересня 2014 | 4     | Ironman 70.3 Augusta                                | Огаста           | 04:23:39 |          |
| 30 вересня 2012 | 3     | Ironman 70.3 Augusta                                | Огаста           |          |          |
| 6 травня 2012   | 5     | Ironman 70.3 St. Croix                              | Санта-Крус       | 04:47:51 |          |
| 1 квітня 2012   | 22    | Ironman 70.3 Texas                                  | Галвестон        |          |          |
| 21 серпня 2011  | 4     | Ironman 70.3 Timberman                              | Нью-Гемпшир      | 04:39:25 | [ 1 ]    |
| 19 березня 2011 | 3     | Ironman 70.3 San Juan                               | Сан-Хуан         | 04:40:41 | [ 2 ]    |
| 26 вересня 2010 | 7     | Ironman 70.3 Augusta                                | Огаста           | 04:28:13 | [ 3 ]    |
| 4 червня 2008   | 1     | Linz-Triathlon                                      | Лінц             | 04:29:02 | [ 4 ]    |
| 29 червня 2007  | 38    | ETU Short Distance Triathlon European Championships | Копенгаген       | 02:14:15 | [ 5 ]    |
| 21 червня 2003  | 27    | ETU Short Distance Triathlon European Championships | Карлові Вари     | 02:17:01 |          |
| 23 червня 2001  | 25    | ETU Short Distance Triathlon European Championships | Карлові Вари     | 02:33:43 | [ 6 ]    |

### Великі дистанції
| Дата             | Місце | Назва турніру                                   | Місце проведення | Час      | Примітки |
| ---------------- | ----- | ----------------------------------------------- | ---------------- | -------- | -------- |
| 2015 вересня 27  | 11    | Ironman Chattanooga                             | Чаттануґа        | 09:38:51 |          |
| 16 травня 2015   | DNF   | Ironman Texas                                   | Зе-Вудлендс      | –        |          |
| 7 вересня 2014   | 2     | Ironman Wisconsin                               | Медісон          | 09:41:16 |          |
| 17 травня 2014   | 5     | Ironman Texas                                   | Зе-Вудлендс      | 09:15:19 |          |
| 24 червня 2012   | 4     | Ironman France                                  | Ніцца            | 09:16:05 |          |
| 1 серпня 2010    | 5     | ITU Long Distance Triathlon World Championships | Імменштадт       | 07:45:15 |          |
| 18 квітня 2010   | 1     | Strongman All Japan Triathlon                   | Міяко            | 08:34:06 |          |
| 2009             | DNF   | Ironman Hawaii                                  | Гаваї            | –        | [ 7 ]    |
| 19 квітня 2009   | 1     | Strongman All Japan Triathlon                   | Міяко            | 08:42:16 |          |
| 2009             |       | Ironman USA                                     | Лейк-Плесід      | 09:56:24 |          |
| 2009             | 2     | Ironman Florida                                 | Панама-Сіті      | 09:12:47 | [ 8 ]    |
| 1 листопада 2008 | 2     | Ironman Florida                                 | Панама-Сіті      | 09:14:15 |          |
| 13 липня 2008    | 4     | Ironman Austria                                 | Клагенфурт       | 09:06:42 | [ 9 ]    |
| 2006             | 4     | Ironman Florida                                 | Панама-Сіті      | 09:41:50 |          |
| 15 жовтня 2005   | 13    | Ironman Hawaii                                  | Гаваї            | 09:43:50 |          |
| 9 квітня 2005    | 4     | Ironman Arizona                                 | Темпі            | 09:58:46 |          |
| 4 липня 2004     | 1     | ITU Long Distance Triathlon World Championships | Сетер            |          |          |
| 2004             | 3     | Ironman New Zealand                             | Таупо            | 09:33:18 |          |
| 2002             | 2     | Almere-Triathlon                                | Алмере           | 09:47:06 |          |
| 2000             | 2     | Ironman Austria                                 | Клагенфурт       | 09:25:53 |          |

### Дуатлон
| Дата              | Місце | Назва турніру                       | Місце проведення | Час        | Примітки            |
| ----------------- | ----- | ----------------------------------- | ---------------- | ---------- | ------------------- |
| 2004              | 1     | Powerman Italy                      | Комо             |            |                     |
| 22 серпня 2004    | 4     | Powerman Austria                    | Вайєр            | 03:47:14,3 |                     |
| 25 листопада 2003 | 5     | ETU Duathlon European Championships | Варалло          |            |                     |
| 2001              | 1     | ETU Duathlon European Cup           | Блуменау         |            | Siegerin Europa Cup |
| 10 вересня 2000   | 2     | Powerman Spalt                      | Шпальт           | 06:10:55   |                     |